# Neil Simon
Pour les articles homonymes, voir Simon.
Marvin Neil Simon, dit Neil Simon, est un producteur, dramaturge et scénariste américain né le 4 juillet 1927 dans le Bronx à New York (État de New York) et mort le 26 août 2018 à Manhattan (New York).

## Filmographie

### Comme scénariste
- 1950 : Your Show of Shows (en) (série télévisée)
- 1954 : Satins and Spurs (TV)
- 1955 : Max Liebman Presents: Promenade (TV)
- 1956 : Stanley (série télévisée)
- 1965 : Kibbee Hates Fitch (TV)
- 1967 : Pieds nus dans le parc
- 1968 : Drôle de couple (The Odd Couple)
- 1970 : Aventures à New York (The Out-of-Towners)
- 1971 : Plaza Suite de Arthur Hiller
- 1972 : Le Brise-cœur (The Heartbreak Kid)
- 1973 : 10 from Your Show of Shows
- 1975 : Ennemis comme avant (The Sunshine Boys)
- 1976 : Un cadavre au dessert (Murder by Death)
- 1977 : Adieu, je reste (The Goodbye Girl)
- 1978 : Le Privé de ces dames (The Cheap Detective)
- 1978 : California Hôtel (California Suite)
- 1979 : Chapitre deux (Chapter Two)
- 1980 : Comme au bon vieux temps (Seems Like Old Times) de Jay Sandrich
- 1981 : Pieds nus dans le parc (TV)
- 1982 : Sonny Boys (TV)
- 1983 : Le Retour de Max Dugan (en) (Max Dugan Returns)
- 1984 : The Lonely Guy
- 1985 : Match à deux (The Slugger's Wife)
- 1986 : Brighton Beach Memoirs
- 1988 : Biloxi Blues
- 1991 : La Chanteuse et le Milliardaire (The Marrying Man)
- 1998 : Drôle de couple 2 (The Odd Couple II)
- 1999 : Sonny Boys (TV)
- 2001 : Sonny Boys (TV)
- 2003 : Zwei wie Katz und Hund (TV)
- 2004 : L'Amour en vedette (The Goodbye Girl) (TV)

### Comme producteur
- 1981 : Only When I Laugh
- 1982 : I Ought to Be in Pictures
- 1983 : Le Retour de Max Dugan (en) (Max Dugan Returns)
- 1998 : Drôle de couple 2 (The Odd Couple II)
- 2001 : Laughter on the 23rd Floor (TV)

## Théâtre
- 1965 : Drôle de couple (The Odd Couple), Broadway
- 1966 : La Sirène de l'oncle Sam (en) (The Star-Spangled Girl), adaptée en 1975 par Marcel Moussy, mise scène Emilio Bruzzo, théâtre Fontaine
- 1969 : Rendez-vous (en) (Last of the Red Hot Lovers), adaptée en 1995, mise en scène Raymond Acquaviva, théâtre de la Renaissance
- 1971 : Comédie privée (The Prisoner of Second Avenue), adaptée en 1999 par Jean-Loup Dabadie
- 1972 : The Sunshine Boys
- 1977 : Chapitre II (Chapter II), adaptée en 1984, mise en scène Pierre Mondy, avec Jean Piat, Mireille Darc, théâtre Édouard-VII
- 1981 : Fools (en)[3]
- 1984 : Biloxi Blues
- 1988 : Rumeurs (en) (Rumors), adaptée en 1991 par Jean Poiret, mise en scène Pierre Mondy, avec Pierre Mondy, Jean Poiret, théâtre du Palais-Royal
- 1993 : Panier de crabes (Laughter on the 23rd Floor), adaptée en 1997[4], mise en scène Jacques Rosny, théâtre Saint-Georges